# Fédération policière d'Angleterre-et-Galles
La Fédération policière d'Angleterre-et-Galles (anglais : Police Federation of England and Wales / PFEW) est l'organisation syndicale obligatoire pour tous le personnel policier des 43 forces policières territoriales en Angleterre et au Pays de Galles. À cause de l'acte policier de 1996 (en), les policiers britanniques n'ont pas le droit d'intégrer des syndicats, des grèves syndicales des policiers pouvant occasionner un risque à la sécurité publique. La PFEW a donc été créée en tant qu'alternative par le biais de l'acte policier de 1919 (en).
En 2014, l'organisation avait environ 124 000 membres. Les membres ne sont pas obligés de payer une cotisation pour joindre, mais ceux qui ne payent pas n'ont pas les privilèges qu'obtiennent les membres ayant payé. Les commissaires et commissaires en chef n'adhèrent pas à la même organisation, l'association des commissaires de police (en) étant fait pour eux, tandis que les chefs de la police doivent joindre l'association des chefs de police (en).